# Спужићи
Спужићи воде порекло од мачванског кнеза и војводе Остоје Спужа (о. 1770-1814), пореклом из Спужа, члан шабачког магистата. Потомци кнеза Остоје Спужа су академик проф. др Владимир Спужић (1893-1982), лекар, академик проф. др Иван Спужић (1928-2003), лекар, унук је Владимир Јовановић (1833-1922), министар финансија, потпредседник Државног савета, доживотни сенатор, један од вођа и идеолог Либералне странке, председник Српског ученог друштва, почасни члан Српске краљевске академије, праунуци академик проф. др Слободан Јовановић (1869-1858), председник и потпредседник владе, председник Српске краљевске академије, ректор Универзитета и Владимир Ј. Јовановић (- 1899), књижевник и песник, зетови Маринко Радовановић, министар правде, Пантелија Панта С. Срећковић (1834-1903), историчар, пиротски окружни начелник, Михаило Аћимовић, шабачки окружни начелник, Коста Павловић, нишки окружни начелник, потомци Коста Ст. Павловић, шеф кабинета председника југословенских избегличке влада у Лондону, проф. др Стеван К. Павловић, историчар Балкана, проф. универзитета у Енглеској.

## Војвода Остоја Спуж - Спужић (о. 1770—1814)
Главни чланак: Остоја Спуж 
Мачвански кнез и војвода Остоја Спуж, који је умро је уочи Другог српског устанка.
Остоја и Василија Спужић имали су два сина Јована и Ђорђа и две кћерке Милицу и Анђелију.

## Ђорђе Спужић
Ђорђе Спужић, син војводе Остоје Спужића.

## Јован Остојић-Спужић
Јован Спужић, шеф шабачке царине (ђумуркџија), син војводе Остоје Спужића, био је ожењен Маријом из Сремске Митровице. Имао је два сина Владимира и Константина - Косту и четири кћерке Јелену Јелку, Катарину, Драгу и Ацу.

### Владимир Ј. Спужић, срески начелник
Владимир Ј. Спужић, син Јована Спужића, унук Остоје Спужа, био је срески начелник. Имао је синове Марка и Јована и кћерку Косару.

#### Мајор Марко В. Спужић
Син мајора Марка В. Спужића и његове супруге, кћерке пуковника, команданта смедеревске тврђаве, су ваздухопловни пуковник Војислав М. Спужић и проф. др Владимир Спужић.

##### Академик Владимир М. Спужић (1893—1982)
Проф. др Владимир Спужић, од оца Марка, рођен јеу Ужичкој Пожеги 12. фебруара 1893. године, где му је отац као официр био на служби у батаљону код Степе Степановића. Школовао се у Зајечару, Неготину, Врању, Нишу и Београду. Као лекар, један од најзначајних српских алерголога, био је редовни члан САНУ од 1961, професор универзитета, редовни професор Медицинског факултета Универзитета у Београду.
Умро у Београду 1982. године.

##### Академик Иван Спужић (1928—2003)
Академик др Иван Спужић, лекар (1928-2003), члан САНУ, професор универзитета, Медицински факултет у Београду, редовни од 1980, управник Одељења за експерименталну и клиничку патологију Института за медицинска истраживања од 1972, редовни од 27.10.1994.

### Константин Коста Ј. Спужић
Константин Коста Ј. Спужић, трговац, посланик у Народној скупштини (у време кнеза Милана). Према попису становника крајем 1862. имао је 25 година, био трговац у Шапцу и живео у породичној заједници са супругом Аном од 21 године, сестром Драгињом, удовицом од 27 година, и сестрићем Радованом од 3 године.

### Радовановићи
Јелена Јелка, кћерка Јована Спужића била је удата за Маринка Радовановића, министра правде (за друге владе кнеза Милоша), касније члан великог суда. Имали су синове Михаила, Милана и Алексу и кћерку Анку.

#### Милан Радовановић
Милан Радовановић, син Маринка Радовановића и Јелке Спужић, био је књижевник, превео је Дарвиново Порекло врста на српски језик.

#### Алекса Радовановић
Алекса Радовановић превео је Хекелово дело О еволуцији.

#### Срећковићи
Анка Радовановић, кћерка Маринка Радовановића, министра била је удата за Пантелију Панту С. Срећковића (1834-1903), историчара. Панта Срећковић, рођен у Крчмарима био је син Славка (рођеног 1788) и мајке Марије-Бебе (1793—1878), ћерке Проке Ивановића из Забојнице који је учествовао у Првом и Другом српском устанку, као и у Ђаковој буни, на Милошевој страни. Деда по оцу, Срећко Стефановић, био је учесник Кочине крајине 1788-91. и у току Првог српског устанка био је бимбаша у Лепеници. И данас постоје Срећкови потомци у родном селу и такође се презивају Срећковић. Славе Св. Николу.

### Аћимовићи
Катарина, кћерка Јована Спужића, унука Остоје Спужа, била је удата за Михаила Мићу Аћимовића, оркужног начелника у Шапцу (за друге владе кнеза Михаила). Имали су кћерку Анку.

#### Павловићи
Анка Аћимовић, кћерка Михаила Аћимовића, окружног начелника и Катарине Спужић била је удата за Константина Косту Павловића окружног начелника у Нишу. Коста Павловић (1842-1904) рођен је у Крагујевцу 14. јуна (по старом) 1842. као син је трговца Стевана и Савке Ђорђевићеве, потомак трговца Павла Ћировића, по коме се Павловићи презивају, једног од три сина најстаријег претка запамћеног као Ћиро из Сјенице са Пештерске висоравни .
Коста и Катарина Павловић имали су сина Стевана Павловића, дипломату. Дом породице Павловић је подигнут 1882. у Београду.

##### Стеван К. Павловић
Стеван К. Павловић, дипломата, помоћник министра иностраних послова, носиоца звезде Легије части. Стеван К. Павловић је са Љубицом Тешић имао синове Косту и Доброслава и кћерку Лепосаву - Белу.

###### Коста Ст. Павловић
Коста Ст. Павловић (1905-1988), шеф кабинета председника владе генерала Душана Симовића и Слободана Јовановића, председника југословенске избегличке владе у Лондону и његовог сродника.

###### Др Стеван К. Павловић
Др Стеван К. Павловић, син Косте Ст. Павловића, историчар Балкана, проф. универзитета у Саутхемптону.

###### ДрДоброслав Ст. Павловић
Проф. др арх. Доброслав- Бојко Ст. Павловић, конзерватор, један од оснивача Друштва конзерватора у земљи, ICOMOS-а – Међународног савета за споменике и споменичке целине у оквиру UNESCO-а у Паризу и Међународног института за народно градитељство на Балкану у Верији, носилац ордена Св. Саве I реда, виолиниста и члан хора „Обилић“.

###### Лепосава Бела Ст. Павловић
Лепосава-Бела Павловић (1906-2004), кћерка Стевана Павловића, академски сликар, виши стручни сарадник и лектор на Београдском универзитету и САНУ, професор француског језика, преводилац са румунског, добротвор, обновитељ и доживотни почасни председник „Ладе“. Била је носилац ауторских права Слободана Јовановића.

## Милица Спужић
Милица Спужић, кћерка војводе Остоје Спужа.

## Јовановићи
Анђелија Спужић, кћерка војводе Остоје Спужа била је удата за Илију Јовановића (1801), сина Петра Јовановића из Руме. Имали су синове Милоша, Косту и Владимира и кћерке Данојлу, Катарину, Божицу, Јелену и Драгињу.
Илија Јовановић је да двојцом шабачких трговаца ортачки ушао у посао преузимања концесије за фабрикацију поташи у планини Цер, коју је имао Стеван Радичевић, попечитељ. Због политичких догађаја 1842. када је Стеван Радичевић напустио Србију, пропао је посао у који је Илија Јовановић био уложио сав капитал.
Спасенија кћерка Петра Јовановића, сестра Илије Јовановића била је удата у Руми за Илију Матића. Матићи су се из Руме преселили у Шабац, где су живели Јовановићи. Матићи су пореклом из Рашке, прво су се доселили у Мачву у Црну Бару, због чега су их у Руми звали и Црнобарић, да би касније прешли у Срем у Руму. Отац је изгледа учествовао у ратовима против Наполеона у саставу аустријске војске. Илија и Спасенија Матић имали су синове Димитрија, Матеју, Ђорђа и Стевана Матића. Матеје Матића, кћерка је мајка композитора Милоја Милојевића (1884-1946), Стеван Матић се истакао у борбама против Мађара, кад је заробио један топ и био унапређен у капетана, 1848. под командом Стеван Книћанин, али је том приликом рањен и касније је од поседица рањавања умро у Београду. Брат од тетке Владимира Јовановића Димитрије Матић, др филозофије, министар правде и просвете и професор Велике школе, филозоф хегеловске оријентације имао је једног сина и две кћерке. Син Димитрија Матића био је санитетски пуковник др Стеван Матић, чији је унук погинуо на Сремском фронту. Димитрије Матић имао је кћерке Јелену Чолак-Антић, удату за потпуковник Илију Чолак-Антића, сина Косте Чолак-Антића, унука крушевачког војводе Чолак Анте, старовлашког кнеза Максима Рашковића и капетана Јована Митровића Демира (њихови синови су др Бошко Чолак-Антић маршал краљевог двора, посланик у Риму и див. генерал Војин И. Чолак-Антић (1877-1945)), и кћерку Персиду удату за генерала Димитрија Ђурића (1838-1893) (са којим је имала Милана Ђурића, официра, Станиславу удату за сан. пуковника др Романа Сондермајера, Драгицу, Спасенију Ристић (ауторку Патиног кувара, удату за капетана Ђорђа Ристића, Велизара и Љубицу удату за пуковника Михаила Наумовића). 

### Владимир И. Јовановић (1833—1922)
Владимир Јовановић се 1868. венчао са осамнаестогодишњом Јеленом Маринковић, којој је стриц био проф. др Вук Маринковић лекар, проф. Лицеја у Београду чија кћерка Христина је била удата за Николу Хаџи-Тому, сина Хаџи-Томе. Јелене Маринковић, отац Максим Маринковић био је новосадски трговац, а деда свештеник Коста Маринковић. Мајка Јелене Маринковић била је Александра, кћерка новосадског трговца Теодора Петровића и мајке пореклом из Херцеговине. Максим и Александра Маринковић имали су Косту, Јована, Александра, Ђуру и Јелену, жену Владимирову, а мајку Слободана Јовановића. Венчани кум био је Владимиру Јовановићу Светозар Милетић.

#### Ристићи
Правда Јовановић, кћерка Владимира Јовановића била је удата Ристић. Имала је једног сина.

### Милош И. Јовановић
Милош Јовановић, син Илије Јовановића, умро је млад у 26 години живота.

### Константин Коста И. Јовановић
Константин Коста И. Јовановић (1838-1923), син Илије Јовановића и Анђелије Спужић, трговац и књижар, био је ожењен Драгом из Београда. Имали су два сина Милорада и Богољуба и кћерку Босиљку.

#### Милорад К. Јовановић
Милорад К. Јовановић, правник, инспектор МУП-а.

#### Богољуб К. Јовановић
Богољуб К. Јовановић, завршио је трговачку академију у Грацу. Умро млад у двадесетој години.

#### Гмизовићи
Босиљка Јовановић, кћерка Косте Јовановића, била је удата за Милана Гмизовића, трговца. Имају сина Бранислава.

### Марковићи-Јовановићи
Божица Јовановић, кћерка Илије Јовановића и Анђелије Спужић, била је удата за Јована Марковића, абаџију у Шапцу. Имали су сина Владимира.

#### Владимир Ј. Јовановић (1859—1899)
Владимир Ј. Јовановић књижевник и песник, син Јована Марковића и Божице Јовановић, кћерке Анђелије Спужић, сестрић истоименог Владимира Јовановића. Завршио је историјско-филолошки одсек Велике школе. Основну школу и нижу гимназију завршио је у Шапцу, а даље наставио школовање у Београду, где је становао код ујака Владимира Јовановића и подучавао његову децу, своју браћу од ујака Слободана Јовановића и Правду Јовановић. У време када је његов ујак био министар финансија почео је да ради у Министарству финансија 1876. Уписао се на Велику школу 1878. где је студирао филозофију и историју. Од 1880. до 1882. радио је у Министарству просвете и Државној штампарији, истовремено је и помоћник уредника службених Српских н овина. Студије је завршио 1882. Био је гимназијски професор у ваљевској гимназији, шабачкој гимназији и Првој београдској гимназији. Превремено је пензионисан због болести. Умро је у Шапцу 1899. Одликован је орденом Светог Саве 5. реда. Јован Скерлић написао је есеј о њему Влада Јовановић.
Објавио је више збирки поезије Из удовског живота, Цртице из самачког живота, Из детињство, Ашиков гроб, Реалиста, Амазонке, Погашене звезде, Из брачног живота.

### Глигоријевићи
Јелена Јовановић, кћерка Илије Јовановића и Анђелије Спужић била је удата за Влајка Глигоријевића, терзију у Шапцу. Имали су сина Душана и кћерке Марију и Лепосаву.

#### Капетан 1. кл. Душан В. Глигоријевић
Капетан 1. кл. Душан Глигоријевић, унук Анђелије Спужић, био је ожењен Славком Вилотијевић, кћерком трговца Вилотијевића из Ваљева. Вилотијевићи су били у сродству са Ненадовићима.
Имали су два сина.
Капетан 1. кл. Душан В. Глигоријевић је умро млад.

#### Протићи
Лепосава Глигоријевић била је удата за Јеврема Протића чиновника МУП-а, сина ваљевског проте Живојина Мирковића. Имали су четири сина. 
- Поручник Живојин Протић. Умро млад после ратова у Кикинди.
- Владимир Протић, богослов
- Андрија Протић, лекар
- Стеван Протић
- Владислав Протић

### Митровићи
Драгиња Јовановић, кћерка Илије Јовановића и Анђелије Спужић била је удата за пешадијског капетана Стевана Митровића.